# Johann Friedrich von Merkatz
Johann Friedrich Ludolf von Merkatz (* 14. Januar 1729 in Brandenburg an der Havel; † 27. August 1815 in Berlin) war ein preußischer Generalleutnant und Generalinspekteur der Artillerie.

## Leben

### Herkunft
Johann Friedrich Ludolf war der Sohn Johann Friedrich von Merkatz (1698–1763) und dessen Ehefrau Amalie, geborene Kellner (* 1706; † 23. Dezember 1791). Sein Vater war preußischer Oberst der Artillerie und Chef der Garnison-Artilleriekompanie in Neiße sowie Amtshauptmann von Rosenberg.

### Militärkarriere
Merkatz wurde am 6. Dezember 1746 im Feldartilleriekorps der Preußischen Armee angestellt und hier am 13. Mai 1752 Sekondeleutnant im I. Bataillon. Während des Siebenjährigen Krieges nahm er an den Schlachten bei Prag, Breslau und Leuthen teil und wurde zwischenzeitlich am 27. Dezember 1761 Kapitän und Kompaniechef.
Für seine während des Krieges geleisteten Dienste erhob ihn König Friedrich II. am 7. November 1770 in den erblichen Adelsstand.
Als Major kam Merkatz am 3. Dezember 1773 in das 2. Artillerieregiment, mit dem er am Bayerischen Erbfolgekrieg teilnahm. Am 13. Dezember 1785 folgte seine Beförderung zum Oberstleutnant und als solcher wurde er Kommandeur des 4. Artillerieregiments. Nachdem Merkatz am 2. August 1787 Oberst geworden war, ernannte ihn König Friedrich Wilhelm II. am 2. Februar 1792 zum Chef des 1. Artillerieregiments sowie in Vertretung zum Generalinspekteur der Artillerie. Er machte dann im Feldzug 1792/94 die Kanonade bei Valmy und die Belagerung von Mainz mit. Am 5. Januar 1793 folgte seine Beförderung zum Generalmajor. Zwei Jahre später erhielt er schließlich am 22. September 1795 den Posten als Generalinspekteur der gesamten Artillerie. Im Jahr darauf beging Merkatz sein 50-jähriges Dienstjubiläum und der König ließ aus diesem Anlass eine Denkmünze prägen. Am 28. Mai 1798 wurde er zum Generalleutnant befördert und am 20. Mai 1799 für seine langjährigen Verdienste zum Ritter des Roten Adlerordens geschlagen.
Auf sein Gesuch hin wurde Merkatz am 24. Dezember 1806 altersbedingt aus dem Militärdienst entlassen.

### Familie
Merkatz heiratete am 13. Februar 1765 in der Berliner Garnisonkirche Susanne Katharine Finger, verwitwete Pfendner (* August 1736 in Berlin; † 30. Dezember 1804 ebenda). Mit ihr hatte er folgende Kinder:
- Henriette Wilhelmine (* 24. August 1776 in Berlin; † 13. Juni 1782 ebenda)
- Amalie Friederike Charlotte ⚭ N.N. von Steinwehr, preußischer Kapitän

Der spätere preußische Generalmajor Karl Pfendner von Merkatz (1759–1823) war sein Stiefsohn.
Nach dem Tod seiner ersten Ehefrau heiratete Merkatz am 5. Januar 1808 in Berlin Johanna Wilhelmine Koepke (* 19. September 1743; † 7. Dezember 1809 in Berlin).